# 一梅斎芳峰
一梅斎 芳峰（いちばいさい よしみね、生没年不詳）とは、江戸時代から明治時代にかけての大坂の浮世絵師。

## 来歴
歌川芳梅の門人、大坂の人。姓は武部、俗称安兵衛。一梅斎、胡蝶楼、旭亭、玉亭と号す。作画期は安政3年（1856年）から明治10年（1877年）頃にかけてで、作に中判の役者絵のほか、明治に入ると西南戦争に取材した戦争絵を描いている。

## 作品
- 「安藤喜八郎（嵐璃珏）　生田伝八郎（嵐吉三郎）　遠城治左衛門（尾上多見蔵）」　中判錦絵3枚続　池田文庫所蔵　※安政4年8月、大坂中の芝居『敵討崇禅寺馬場』より
- 「武蔵坊弁慶・尾上多見蔵　源うし若丸・坂東彦三郎」　中判錦絵2枚続　池田文庫所蔵　※安政5年正月、中の芝居『柳桜春錦画』より
- 「征討電聞　都の城攻戦」　大判錦絵　※明治10年